# بن جانسن
بنجامین جانسن (به انگلیسی: Benjamin Jonson) ‏ (۱۵۷۲–۱۶۳۷) که از او به نام بن جانسن (به انگلیسی: Ben Jonson) یاد می‌شود، هنرپیشه، شاعر و نمایشنامه‌نویس مشهور دورهٔ الیزابت بود که در یازدهم ژوئن ۱۵۷۲ میلادی در ناحیه وست مینستر لندن به دنیا آمد.
او هم عصر شکسپیر بود و در ارائه نمایشنامه‌های کمدی از شکسپیر چیره‌دست‌تر بود. او در کمدی‌های خود بیشتر به رفتار انسان‌ها می‌پردازد. مهم‌ترین آثار او عبارتند از: ولپن - (روباه) (Volpone)، کیمیاگر (The Alchemist).
بن جانسن را معمولا پس از شکسپیر بهترین درام نویس دوران الیزابت می‌شناسند. 
پس از سال ۱۶۰۰ رهبر مؤلفینی شناخته می‌شد که پیرو هنر آگاهانه بودند (یعنی نوشتن بر اساس مجموعه ای از اصول و قوانین)
وی بیش از درام نویسان  دیگر انگلیسی به اصول کلاسیک رو آورد. باید گفت وی مقلد  چشم و گوش بسته‌ی آثار گذشتگان نبود، بلکه بر اصول کلاسیک بدعتهای بسیار نهاد و به فراوانی از مسیر آنها منحرف شد.
وی به واسطه آن که مور توجه شاه و دربار بود بیش از هر درام نویس دیگری نمایش‌های بالماسکه نوشت؛ پذیرش وی از جانب سلطنت در ۱۶۱۶، وی را ((ملک الشعرا)) انگلستان ساخت.
در سال ۱۶۱۶ بن جانسن مجموعه‌ی به دقت تدوین یافته‌ای از آثارش را منتشر کرد درحالی که در زمان او انتشار مجموعه، ویژه‌ی شعر بود. باید اذعان داشت که وی یکی از بانفوذ ترین نویسندگان دوران خود بود.
جانسن اساسا به تجدید نظر در رفتار انسان‌ها می‌پرداخت و نقاط ضعف مردم زمان خود را طرح می‌کرد. کمدی های جانسن را معمولا آثاری واقعگرا و اصلاح طلب می‌شناسند، زیرا شخصیت‌ها بر اساس تجربیات مستقیم مولف برگزیده شده اند و به خاطر قصورشان کیفر می‌یابند.
جانسن را واضع ((کمدی مِزاجها)) شمرده‌اند.

## زندگی
بن جانسن در اصل اسکاتلندی بود و پدرش ابتدا ثروتی داشت که بعدها در کشمکش‌های مذهبی دورهٔ سلطنت ملکه ماری تئودور، که در انگلستان به وقوع پیوست دارایی خود را از دست داد و به مسلک کشیشان درآمد. ملکه ماری که یک کاتولیک متعصب بود با همهٔ پیروان ادیان و مسلک‌های دیگر دشمنی داشت و این نفرت تا بدان جا بود که در دوران فرمانروایی او بیش از سیصد نفر را به جرم بی‌دینی زنده زنده در آتش سوزاند.
پدر بن جانسن عمرش چندان نپایید و یکی دوماه پس از تولد او درگذشت و مادرش با تنگدستی و فقر دست به گریبان بود، برای ادامه زندگی شوهر دوم برگزید. ناپدری‌اش به شغل بنایی اشتغال داشت. بن جانسن برای ورود به مدرسه ناچار بود با ناپدری‌اش کار کند و درآمد اندکش را برای خرج تحصیلات پس‌انداز کند. در یک آموزشگاه خصوصی کلیسای سن مارتین تحصیلات ابتدایی را فراگرفت و سپس به آموزشگاه ست مینستر وارد شد. درآنجا به تحصیل ادبیات یونان و روم پرداخت. در۱۵۸۹ برای کمک به خانواده‌اش ناگزیر شد درسش را رها کند و با ناپدری خود به کار بنایی بپردازد. از آنجا که این شغل را هیچ وقت دوست نداشت به سپاهی از سربازان انگلیسی که عازم جبهه‌های فلاندر بودند پیوست (بین ۱۵۹۱–۱۵۹۷) به زودی از شغل سربازی هم خسته شد و به لندن بازگشت. برای مدتی به همان حرفه بنایی پرداخت و با دختری به نام آن لوییز آشنا شد و با او ازدواج کرد (۱۵۹۴) آن‌ها صاحب چهار فرزند شدند و این زن با همه سختی‌ها تا زمان مرگ از شوهرش جدا نشد.

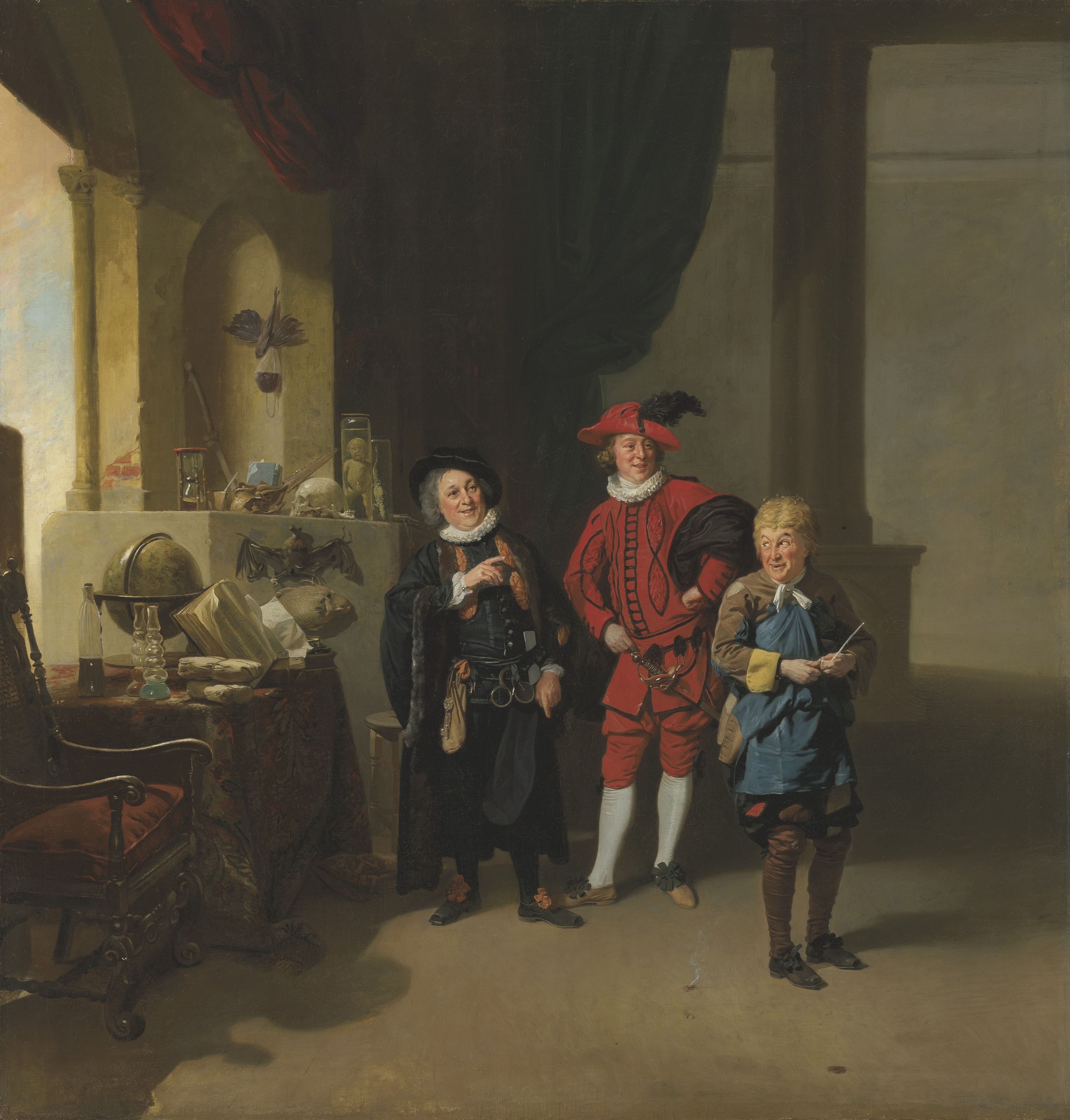
کیمیاگر اثر: یوهان زافانی

## زندگی تئاتری
آشنایی بن جانسن با گروه بازیگران تئاتر، مسیر زندگی او را تغییر داد. یک چند به عنوان بازیگر در گروه‌های سیار تئاتر شروع به کارکرد و با نمایشنامه نویسان آن زمان آشنا شد، سپس به اصلاح و تصحیح نمایشنامه‌های گوناگون پرداخت تا این که یکی از دست‌اندرکاران تئاتر، به نام توماس ناش، به او پیشنهاد کرد که در نوشتن نمایشنامه با وی همکاری کند. بن جانسن پذیرفت و حاصل این همکاری نمایشنامه طنزآمیزی بود به نام «جزیره سگ‌ها» که در آن سخت به طبقه حاکم تاخته بود. این اثر در سال ۱۵۹۷ به صحنه رفت اما از سوی شورای سلطنتی این اثر فتنه انگیز تلقی شد و دستور داده شد اجرای آن را متوقف، نمایش را تعطیل و عوامل این اثر را توقیف کنند. بن جانسن برای مدتی به زندان افتاد. بعد از چندماه با پرداخت وجه الضمانی از زندان آزاد شد. یک سال بعد اولین کمدی او در تماشاخانه گلوپ به صحنه رفت.

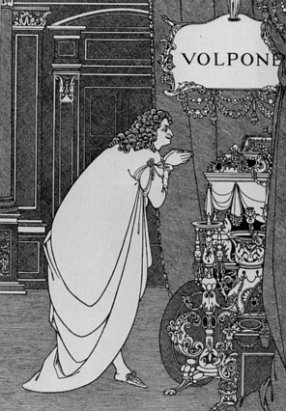
صحنه‌ای از نمایش وولپن (روباه)

ویلیام شکسپیر که هشت سال از وی بزرگ‌تر بود، در این نمایشنامه بازی داشت. یکی از دلایلی که بن جانسن در بازیگری به موفقیتی نرسید و حتی به نحوی مزاحم کار او گردید، ابتلا به بیماری اسکوروی است. در نتیجه این بیماری، صورتش زیاد خوش‌منظر نبود. از سوی دیگر لجاجت و به جا نیاوردن مراتب خضوع و خشوع در نزد اشراف، غالباً برایش دردسر ایجاد کرد. در سال ۱۵۹۸ نخستین اثر موفق او به صحنه رفت. این اثر یک نمایشنامه کمدی بود به نام «هر انسانی اسیر مزاج خویشتن است» این نمایش در زمان اجرا مورد تمسخر یکی از بازیگران گروه رقیب، به نام گابریل اسپنسر قرارگرفت. بن جانسن که سخت از این امر رنجیده خاطر شده بود، او را به دوئل دعوت کرد. حاصل این مبارزه تن به تن کشته شدن رقیب و زخمی شدن خود بن جانسن بود. او را به جرم قتل به زندان انداختند. درزندان به مذهب کاتولیک درآمد و شروع به مطالعه در زمینه الهیات نمود. پس از چندی با حمایت مقامات کلیسا محاکمه شد و با استفاده از امتیازات مخصوص افراد روحانی که طبق آن ایشان را شرعاً و نه عرفاً محاکمه می‌کردند آزاد گردید. با این حال بعد از محاکمه بنا به رسم آن زمان علامتی با آهن گداخته بر دست او حک شد تا اگر باردیگر مرتکب قتل گردید او را به آسانی باز شناسند. یک چند شروع به کار نمایش کرد، اما باردیگر در اواخر سال ۱۵۹۸ به سبب عدم پرداخت بدهی خود به هنرپیشه‌ای به نام رابرت براون، روانهٔ زندان شد. او پس از آزادی، نمایشنامه دیگری نوشت: کمدی «هر انسانی اسیر مزاج خویشتن است» که در ۱۵۹۸ در پنج پرده به وسیله بازیگران گروه شکسپیر بر صحنه آمد و استعداد درخشان بن جانسون را در واقع بینی مضحکه آمیز آشکار کرد. موضوع این کمدی حسادت تاجری است که نوکرش شرایط روبرو شدن او را با همسرش در میعادگاهی فراهم میکند و هر یک از زن و شوهر به گمان آنکه در آنجا دیگری را غافلگیر میکند و از اعمال غیر اخلاقی و نامشروع او پرده بر میدارد، به وعده گاه می شتابند.
اجرای این نمایش هرچند برتعداد دشمنان نویسنده‌اش افزود اما از پولی که نصیبش شد توانست بدهی‌های عقب افتاده خود را بپردازد. در همین حال کمدی دیگرش را به عنوان «خوشگذرانی‌های سینتا» آماده نمود که در آن کلیسا را مورد استهزا و انتقاد قرارداده بود.
اگر چه تحصیلات بن جانسون نامنظم و بسیار اندک بود اما او در همان زمان اندک به دو زبان یونانی و لاتینی تسلط کامل پیدا کرد و علاقه بسیار آثار نویسندگان و شخصیت‌های ادیی چون سیسرون، سنکا، «لیوی»، «تاسیتوس» را مطالعه می‌کرد و علاقه زیادی به بررسی و تحقیق در آثار کلاسیک انگلیس داشت.
او در نمایشنامه‌های خود از توده مردم برای نقش‌های اصلی استفاده می‌کرد و از شیوه‌های کمدی که کاملاً به صورت اشرافی اجرا می‌شد دوری می‌جست.

اشاره به برخی دیگر از آثار بن جانسون
کمدی هرکس بیرون از حال خود: این کمدی که مانند کمدی هرکس اسیر مزاج خویش است، آمیخته هایی ست از نظم و نثر در پنج پرده که در ۱۵۹۹ به اجرا در آمد و دنباله نمایشنامه قبل است که در آن به ضعف های اخلاقی و معنوی مردم زمان حمله شده. 
در ۱۶۰۰ نمایشنامه کامرانی های سینشیا و در ۱۶۰۱ کمدی شاعر یاوه سرا در پنج پرده به اجرا در آمد؛ 
این نمایشنامه از آریستوفان مایه گرفته است که مباحثه هایی را میان بزرگان ادب نشان میدهد. در کمدی بن جانسون هوراس بی شک نمودار شخصیت خود بن جانسون است و اشخاص دیگر نمایشنامه، همکاران یا رقیبان تئاتر اویند. بن جانسون در این کمدی تصویری از جامعه رو به انحطاط پیش چشم می گذارد که اگر چه جنبه های غیر نمایشی بر آن غلبه دارد، از نظر هجو و انتقاد دارای ارزش بسیار است. 
در ۱۶۰۳ بن جانسون به تراژدی نویسی روی آورد. اولین تراژدی منظوم او به نام سیانوس و سقوط او ، در پنج پرده به وسیله گروه شکسپیر به نمایش درآمد؛ این تراژدی که از ادبیات روم باستان گرفته شده، سرگذشت سیانوس، وزیر تیبریوس دومین امپراتور مقتدر روم است که در ۲۱ میلادی به فرمان وی کشته شد. این نمایشنامه از جنبه داستانی ارزش زیادی ندارد. بن جانسون تنها یک تراژدی دیگر نوشت به نام کا تیلاین که آن نیز از تراژدی های عهد باستان اقتباس شده بود. 
در ۱۶۰۶ کمدی منظوم روباه در پنج پرده با پیروزی بسیار بر صحنه آمد. شخصیت اصلی این کمدی یعنی والپونی از گروه مردمی است که بارها در ادبیات کلاسیک مورد هجو و انتقاد قرار گرفته است اما بن جانسون به آن شدت و قوت بیشتری بخشیده و اشخاص نمایشنامه را زنده و تازه گردانده است. والپونی پیرمرد ثروتمندی است که بی فرزند و بی وارث و شیفته لذت های زندگی خصوصا طلاست. کسی او را دوست ندارد اما همه چشم به مال او دوخته و دوستان دغل و سودپرست اطرافش را گرفته اند. والپونی برای آزمایش این دوستان، به کمک پیشخدمت خود نقشی را بازی می کند و خود را به حال احتضار می اندازد؛ عیادت کنندگان یکی پس از دیگری بر بالین او حضور مییابند و به نحوی غیر انسانی و نفرت انگیز در انتظار مرگش می‌نشینند. جانسون با قدرت فراوان صحنه هایی از رفتار و گفتار مردم پست را نمایش می‌دهد. والپونی پس از آنکه از فرومایگی اطرافیان آگاه می گردد، به نقش خود پایان می دهد و در این هنگام دوستان هزاران دروغ و بهانه برای تبرئه خود به کار  می برند و هر یک تقصیر را به گردن دیگری می‌اندازد.  
بن جانسون با صحنه های پست و زننده، بیشرمانه ترین و پست ترین صفات بشری را برملا می‌کند و برای تجسم این زشتی ها، هریک از اشخاص نمایشنامه را به صفتی حیوانی، متهم میکند: به والپونی لقب روباه می‌دهد، به دیگران لقب مگس، کلاغ، لاشخور و... 
نمایش های دیگر او از جمله کمدی موفق زن خاموش در ۱۶۰۹، کیمیاگر در ۱۶۱۰، بازار مکار بارئالومیو در ۱۶۱۴ و در سال ۱۶۱۶ کمدی شیطان خر است. 
جانسون علاوه بر کمدی های انتقادی و تعدادی منظومه های غنایی، یک سلسله نمایش طولانی به نام ماسک را برای دربار جیمز اول نوشت که از ۱۶۰۵ تا ۱۶۱۳ ادامه داشت و برای تهیه نمایش های دیگری با اینیگو جونز، صحنه آرای تئاتر، همکاری کرد اما نزاع شدیدی میان آنان درگرفت که موجب قطع این همکاری شد.
سبک خاص بن جانسون قرن ها پس از مرگش باقی ماند، سبکی طنز آمیز، انتقادی، واقع بینانه و ارشادی که بسیار نیز مورد اقبال بود. وی در عینحال که در جریان زمان خود قرار داشت، ارتباطش را با گذشته حفظ کرد و از آثار نویسندگان روم باستان تاثیر گرفت.
این شاعر و نمایشنامه‌نویس انگلیسی در سال ۱۶۳۷ در سن ۶۴ سالگی درگذشت.
او در زمان مرگ بسیار فقیر و تنها بود و بیشتر دوستان و مریدانش او را ترک گفته بودند.

آثار ترجمه شده بن جانسون:
نمایشنامه کمدی «کیمیاگر» ترجمه داود دانشور،   «ولپن» ترجمه عبدالحسین نوشین،
اشعار «بن جانسن» ترجمه سعید سعیدپور